# Brevet de technicien supérieur - Géologie appliquée
Unique en France, le Brevet de technicien supérieur en géologie appliquée (BTSGA) a été créé en 1957. Initialement Section TSGP (pour « géologue prospecteur »), la formation a récemment[Quand ?] fait l’objet d’une restructuration.
La formation s’effectue sur deux ans et est validée par le passage du Brevet de technicien supérieur. Elle se déroule en deux parties ; les enseignements généraux et géologiques.

## Enseignement
Les cours généraux sont enseignés au Lycée Henri-Loritz de Nancy (Meurthe-et-Moselle) ou au CFA de Montalieu-Vercieu (uniquement en alternance). Ils se composent de diverses matières telles le français, l’anglais, les mathématiques, la physique-chimie, l’informatique, la mécanique, le dessin industriel, l’économie gestion d’entreprise et la topographie.
Les cours géologiques sont enseignés à l’Ecole Nationale Supérieure de Géologie de Nancy (Meurthe-et-Moselle). La première année est dédiée à l’apprentissage des fondamentaux de la géologie (paléontologie, tectonique, minéralogie, géomorphologie et structures de la Terre…). La deuxième année forme à la géologie appliquée, en introduisant les différentes matières liées au monde professionnel (géotechnique, prospection, géophysique, carrière et mine, dépollution, hydrogéologie), tout en approfondissant les acquis de la première année.
La formation en classe est complétée par des camps de terrain afin de vérifier les acquis et de confronter et préparer l’étudiant à la réalité du terrain. 
En septembre 2007, une classe de BTS géologie appliquée a été créée[réf. souhaitée].